# Voọc mũi hếch Myanmar
Voọc mũi hếch Myanmar (danh pháp hai phần: Rhinopithecus strykeri) là một loài voọc mũi hếch (Rhinopithecus) trong phân họ Khỉ ngón cái ngắn (Colobinae) được tìm thấy ở miền bắc Myanmar. Loài này được gọi ngôn ngữ địa phương la nwoah mey (khỉ mặt hếch). Người ta cho rằng mưa khiến loài voọc này hắt hơi do bắp thịt phần mũi hếch và ngắn của chúng. Người dân địa phương cho biết lúc trời mưa, loài khỉ này ngồi với cái đầu của nó hướng xuống dưới, giấu mặt giữa hai đầu gối của mình để tránh nước mưa vào mũi.

## Hình ảnh

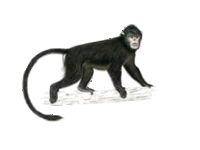